# Владимирский храм (Никулино)
Церковь Владимирской иконы Божьей Матери — приходской православный храм в селе Никулино Ульяновской области. Относится к Барышской епархии Русской православной церкви.
С 2016 года — памятник градостроительства и архитектуры РФ.

## История
В 1806 году, на средства помещицы Елизаветы Михайловны Городецкой, был построен каменный храм. Престолов два: главный (холодный) — в честь Владимирской иконы Божией Матери и в приделе (тёплый) — во имя Святителя и Чудотворца Николая. При храме имелась деревянная усыпальница.
В 1927 году храм закрыли, колокольню разобрали, а также была разрушена кровля.
В 2012 году храм возвращён верующим, начались богослужения.
Указом Преосвященнейшего Филарета (Коньков), епископа Барышского и Инзенского № 05 от 28 марта 2013 года храм приписан к приходу Михайло-Архангельской церкви села Мордовский Канадей.
Приказом Министерства искусства и культурной политики Ульяновской области «О включении выявленных объектов культурного наследия в единый государственный реестр объектов культурного наследия (памятников истории и культуры) народов Российской Федерации» № 40 от 04.04.2016 года церковь признана памятником градостроительства и архитектуры регионального значения.

## Духовенство
Настоятель иеромонах Иосиф (Игорь Александрович Пашенцев) (с 2013); староста — Елена Зайцева.

## Престольные праздники
Престольный праздник: 3 июня, 6 июля, 8 сентября

## Описание
Храм стоит в центре села. Композиция здания состоит из квадратного в плане храма с полукруглой апсидой с примыкающими к боковым фасадам портиками, а также из объёмов широкой трапезной и утраченной колокольни.
Основной объём храма варьирует сверху «восьмерик на четверике», он завершён куполом, увенчанный кубическим постаментом в основании креста с двойным подкрестным яблоком. С севера и юга к фасадам четверика примыкают тосканские глубокие портики «в антах». Алтарь перекрыт конхой, над трапезной сомкнутый свод с осью север — юг. В толщине стены между трапезной и колокольней проходит лестница. Фасады здания изначально были оштукатурены, завершены тянутыми карнизами и расчленены нишами, в которых помещены окна. Углы апсиды и трапезной декорированы рустованными пилястрами. Декор фасадов усложнен наличием треугольных сандриков, круглых и ромбовидных накладок, выполненных из кирпича или тянутых в штукатурке. Спокойный и внушительный характер всего облика здания дополняют тосканские портики.
Общие габариты: 26,5 × 15,0 м, церковь построена из кирпича на известковом растворе.